# Marcgravia evenia
Marcgravia evenia är en klätterväxt i Marcgraviaceae-familjen. Växten har ett eller två kupade löv som sitter ovanför blomman.

## Utbredning
Arten är endemisk för Kuba, där den växer i regnskogarna.

## Anpassad för fladdermuspollinering
Växten är anpassad för att pollineras av fladdermusen Glossophaga soricina som lever av blommans nektar. Som många andra fladdermöss använder den sig av ekolokalisation, det vill säga att den sänder ut ultraljudsignaler som studsar mot omgivningen och kommer tillbaks till fladdermusen som då känner av var den är någonstans. De kupade bladen fungerar som en parabol som koncentrerar ljudet på fladdermusen och på så sätt gör det lättare för den att hitta blomman.